# Heilig Hartbeeld (Overasselt)
Het Heilig Hartbeeld is een standbeeld in de Nederlandse plaats Overasselt.

## Achtergrond
Het Heilig Hartbeeld werd in 1943 door de lokale bevolking cadeau gedaan aan pastoor Van Riel, ter gelegenheid van zijn veertigjarig jubileum als priester. Het werd gemaakt door beeldhouwer Henri Jonkers en is geplaatst bij de RK-kerk Sint Antonius Abt.

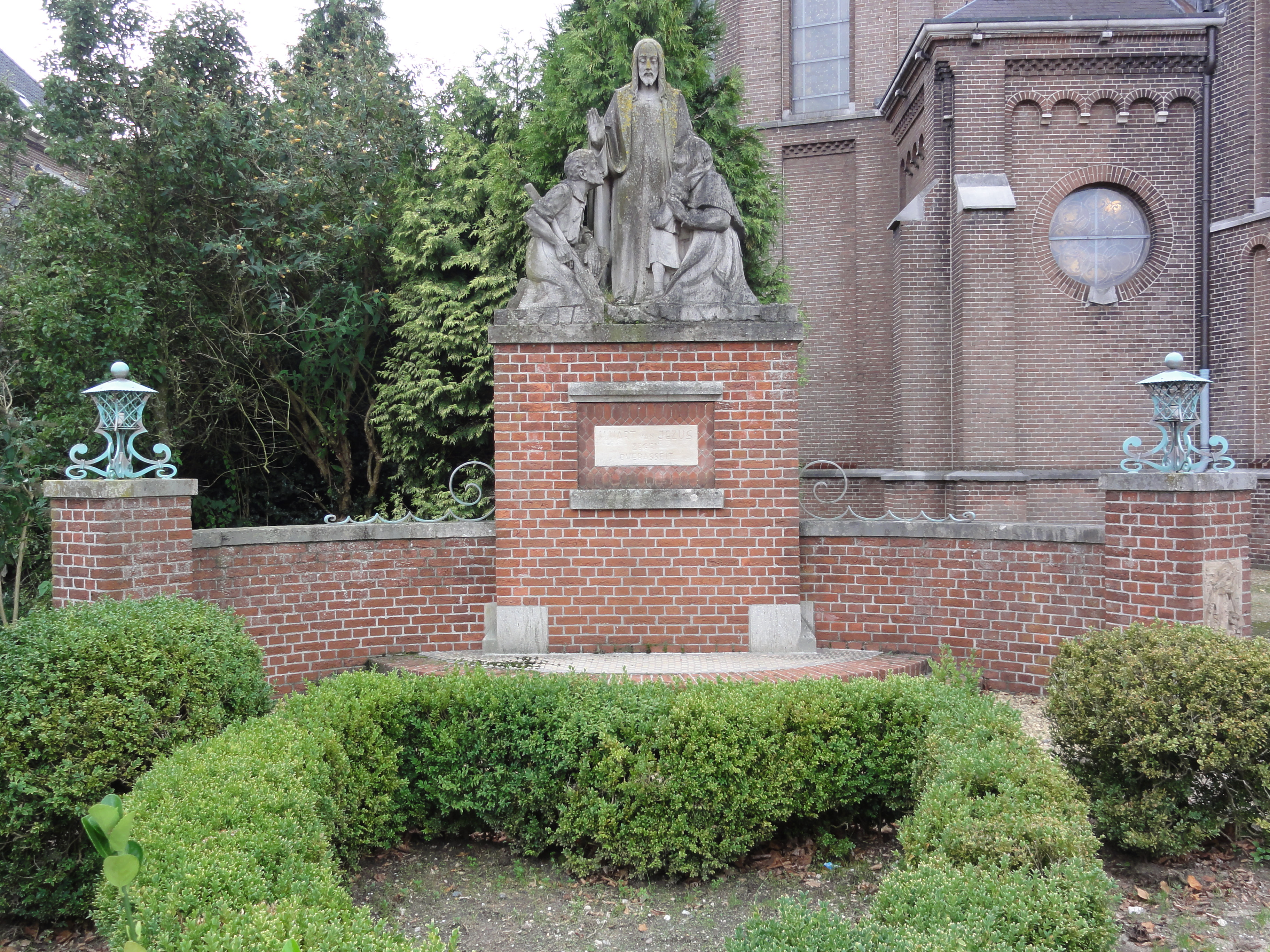
Het Hartmonument

## Beschrijving
Het monument bestaat uit een beeldengroep van vier personen. Centraal staat een Christusfiguur, die zegenend zijn rechterhand opheft, met links van hem een geknielde man met schop en rechts een geknielde vrouw met kind. 
Het voetstuk werd ontworpen door gemeente-architect P. Leenders. In de sokkel is een plaquette aangebracht met de tekst 

H. HART VAN JEZUS
ZEGEN
OVERASSELT

Voor het monument is een buxushaag in hartvorm geplant.

## Waardering
Het gedenkteken is relatief jong, maar werd in 2002 als rijksmonument opgenomen in het monumentenregister, onder andere vanwege de kunst- en cultuurhistorische waarde als "bijzondere uitdrukking van het religieuze bewustzijn en de devotie voor het H. Hart van de plaatselijke rooms-katholieke gemeenschap. Het beeld naar ontwerp van de Bossche beeldhouwer H. Jonkers wijkt af van het destijds gangbare type H. Hartbeeld: een man en vrouw met kind zijn aan de Christusfiguur toegevoegd en vormen samen een driehoekscompositie." Nieuw was deze compositie overigens niet, in 1925 werd in Den Bosch een Heilig Hartbeeld geplaatst, dat Jonkers ongetwijfeld zal hebben gekend.